# آن بخت خوش
آن بخت خوش (به انگلیسی: That Lucky Touch) یک فیلم سینمایی کمدی محصول سال ۱۹۷۵ بریتانیا و آلمان غربی به کارگردانی کریستوفر مایلز و با بازی راجر مور، سوزانا یورک، مایکل جی. شنون و شلی وینترز است.
این فیلم در استودیوهای پاین‌وود فیلمبرداری شده است و محل فیلمبرداری آن در اطراف شهر بروکسل می‌باشد.

## داستان
یک فروشنده بین‌المللی اسلحه، در جلسه ناتو برای فروش سلاح، با یک روزنامه‌نگار زن روزنامه واشینگتن پست درگیر می‌شود که جهان بینی او با جهان تفاوت زیادی دارد.